# Triumfetta echinata
Triumfetta echinata är en malvaväxtart som beskrevs av D.A. Halford. Triumfetta echinata ingår i släktet triumfettor, och familjen malvaväxter. Inga underarter finns listade i Catalogue of Life.